# Ochrotrichia raposa
Ochrotrichia raposa är en nattsländeart som beskrevs av Bueno-soria och Santiago de Fragoso 1992. Ochrotrichia raposa ingår i släktet Ochrotrichia och familjen smånattsländor. Inga underarter finns listade i Catalogue of Life.